# 西新商店街

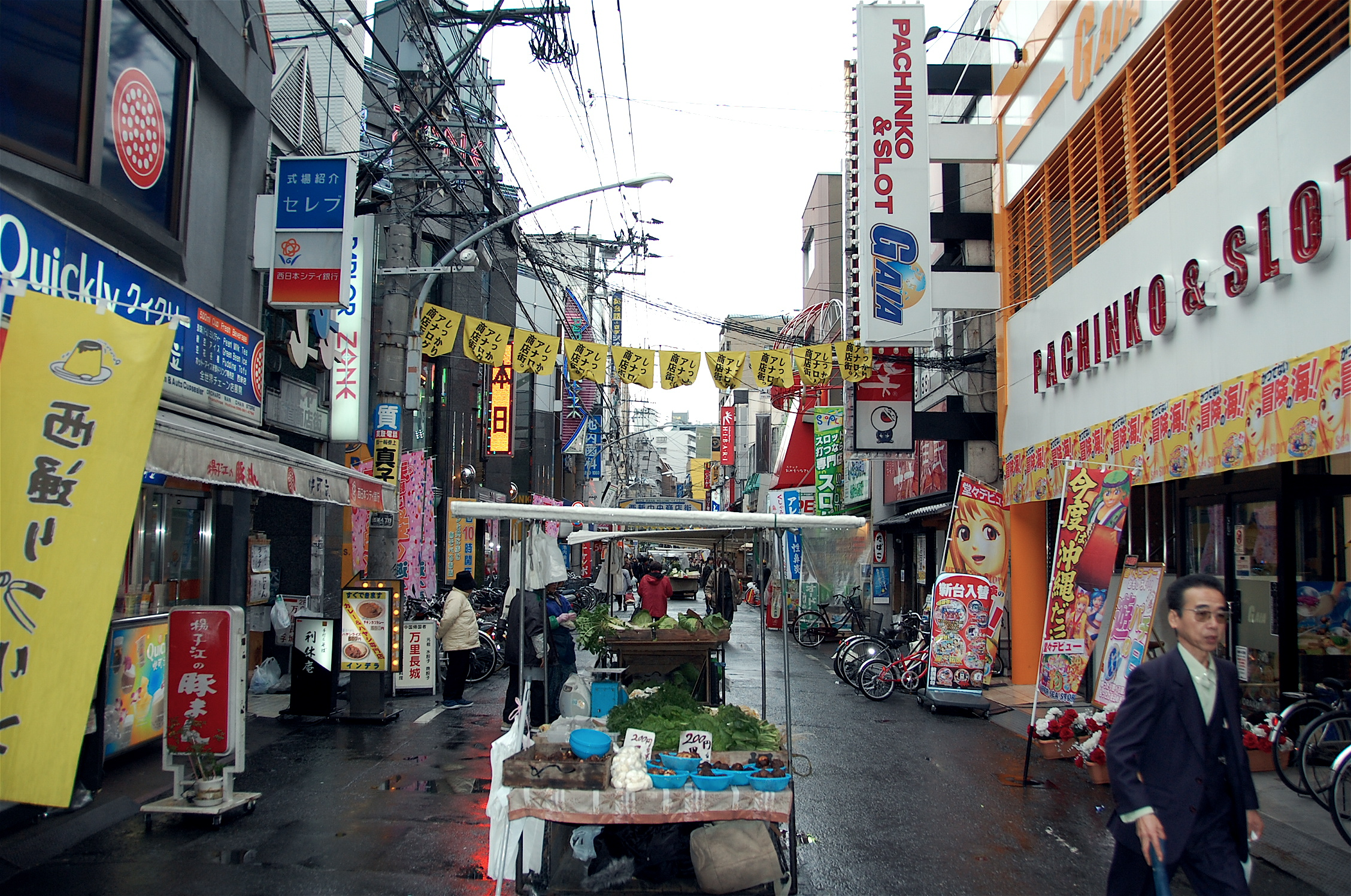
西新中央商店街。道路中央でリヤカーが営業している。

西新商店街（にしじんしょうてんがい）は、福岡県福岡市早良区西新にある東西に伸びた商店街の総称である。アーケードはない。

## 概要
かつての唐津街道の上に形成発展した商店街である。「リアカー部隊」で有名な西新中央商店街のみならず、地下鉄藤崎駅までの唐津街道の商店街を総称して西新商店街（通称「サザエさん商店街通り」）と呼ぶこともある。この広義の意味には東から順に以下の商店街が含まれる。
- オレンジ通り商店街 - 樋井川の今川橋から城南線まで
- 西新中央商店街 - 城南線から早良街道まで
- 中西商店街 - 早良街道から高取との町界まで
- 高取商店街
- 藤崎通り商店街

全国の多くの商店街がシャッター通りと呼ばれるくらい活気がなくシャッターが下りた店舗が目立つ中、ここ西新商店街は非常に活気がある商店街である。基本的には地元密着型の商店街だが、遠方から訪れる人もいる。
商店街の中には、八百屋、雑貨店、家電店、衣料品店、医薬品店、居酒屋といった商店が軒を連ね、ちょっとした物なら何でも揃うのもこの商店街の魅力の1つである。西新が住宅街でありかつ学生街であるため、老若男女を問わず多くの人々が集う商店街となっている。
この西新地区にはその他にも、西新勝鷹水神通り商店街（明吉商店街）、はとや通り商店街、ハトヤ新道商店街、聚楽通商店街、西新名店街（市道西新70号線、西新中央商店街の一部）などの商店街が存在する。

西新商店街（総称）
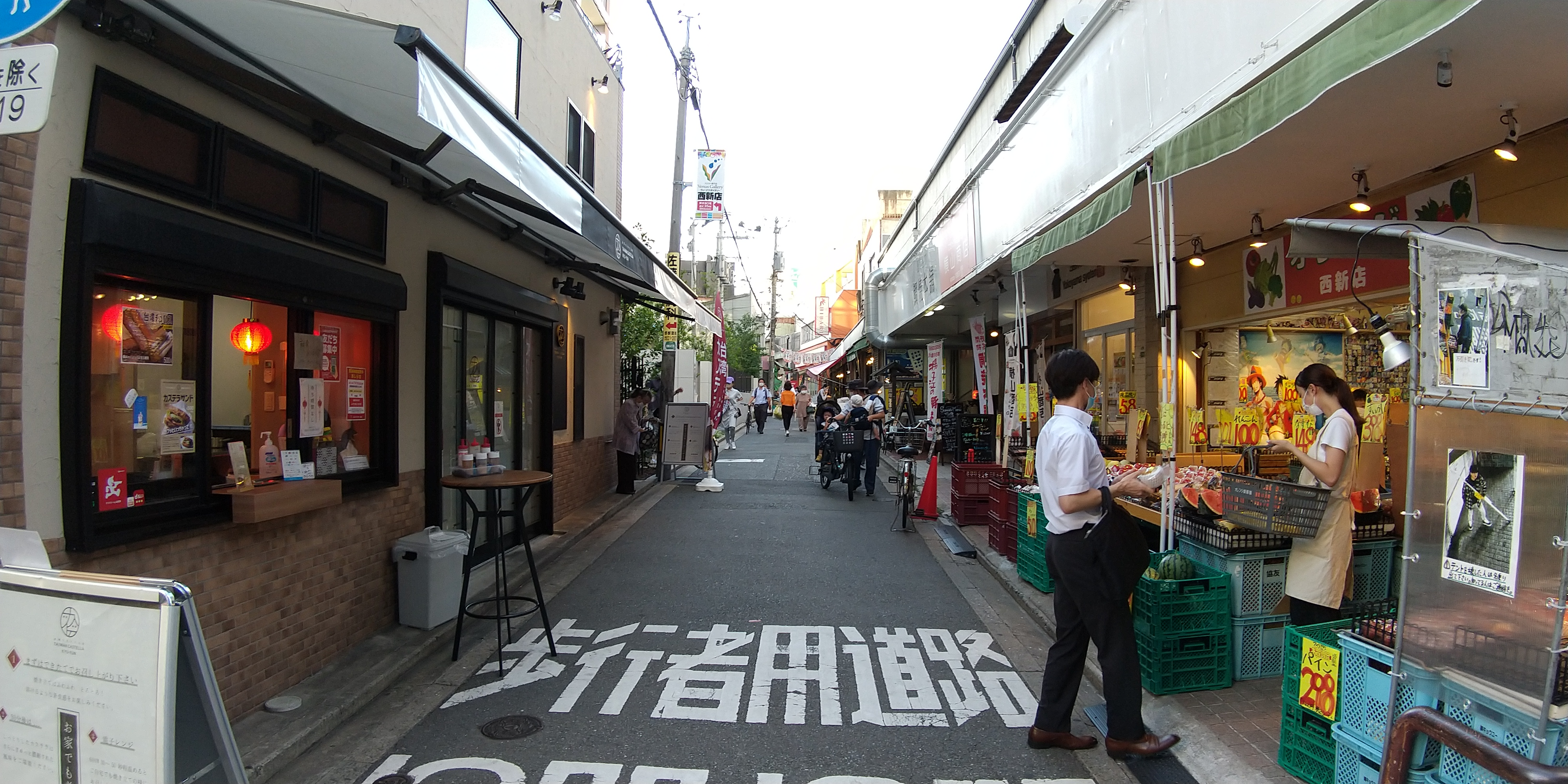
西新名店街
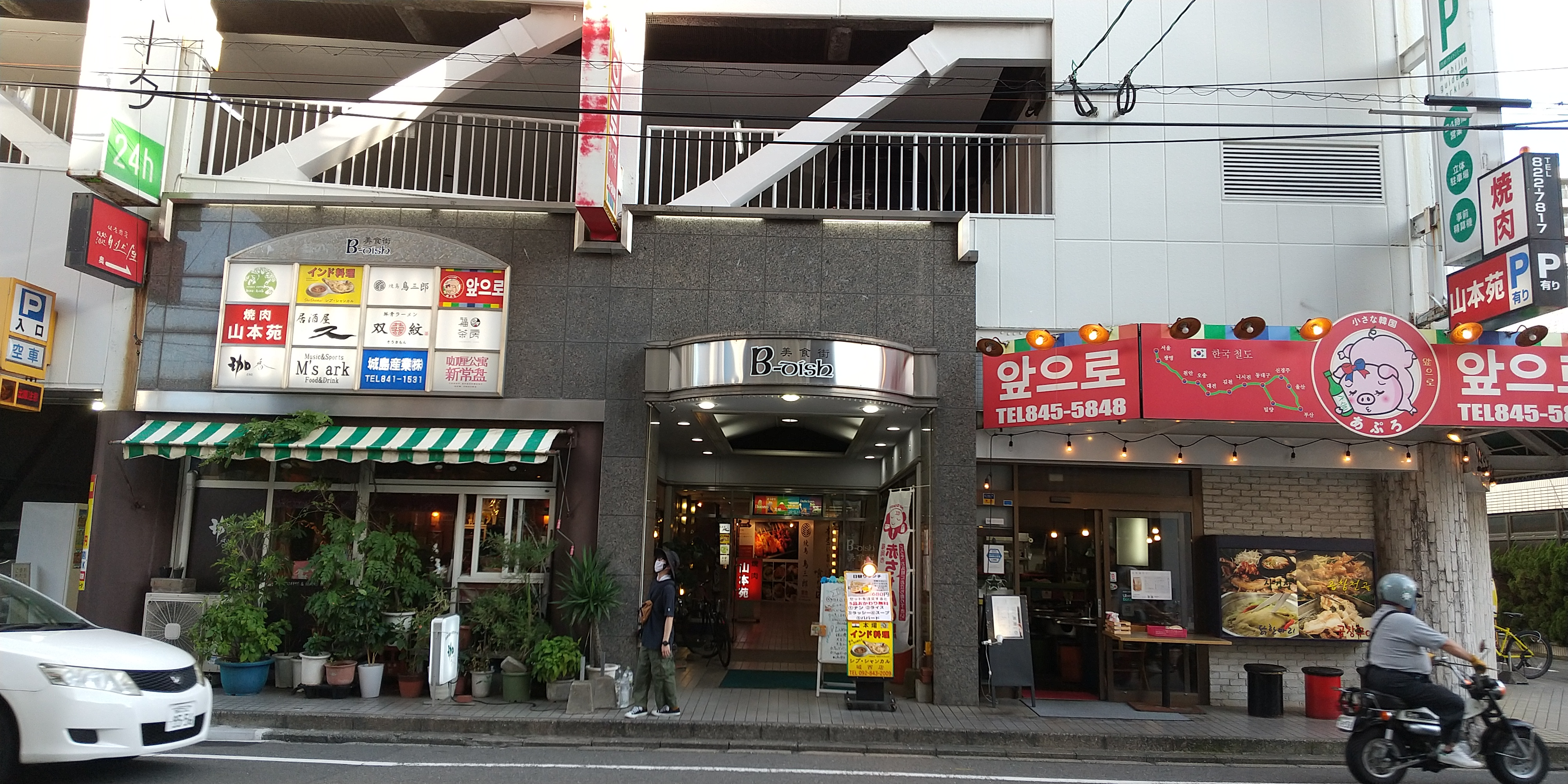
B-dish（城西三丁目21番27号、別名：「美食街」、西新中央商店街の一部）
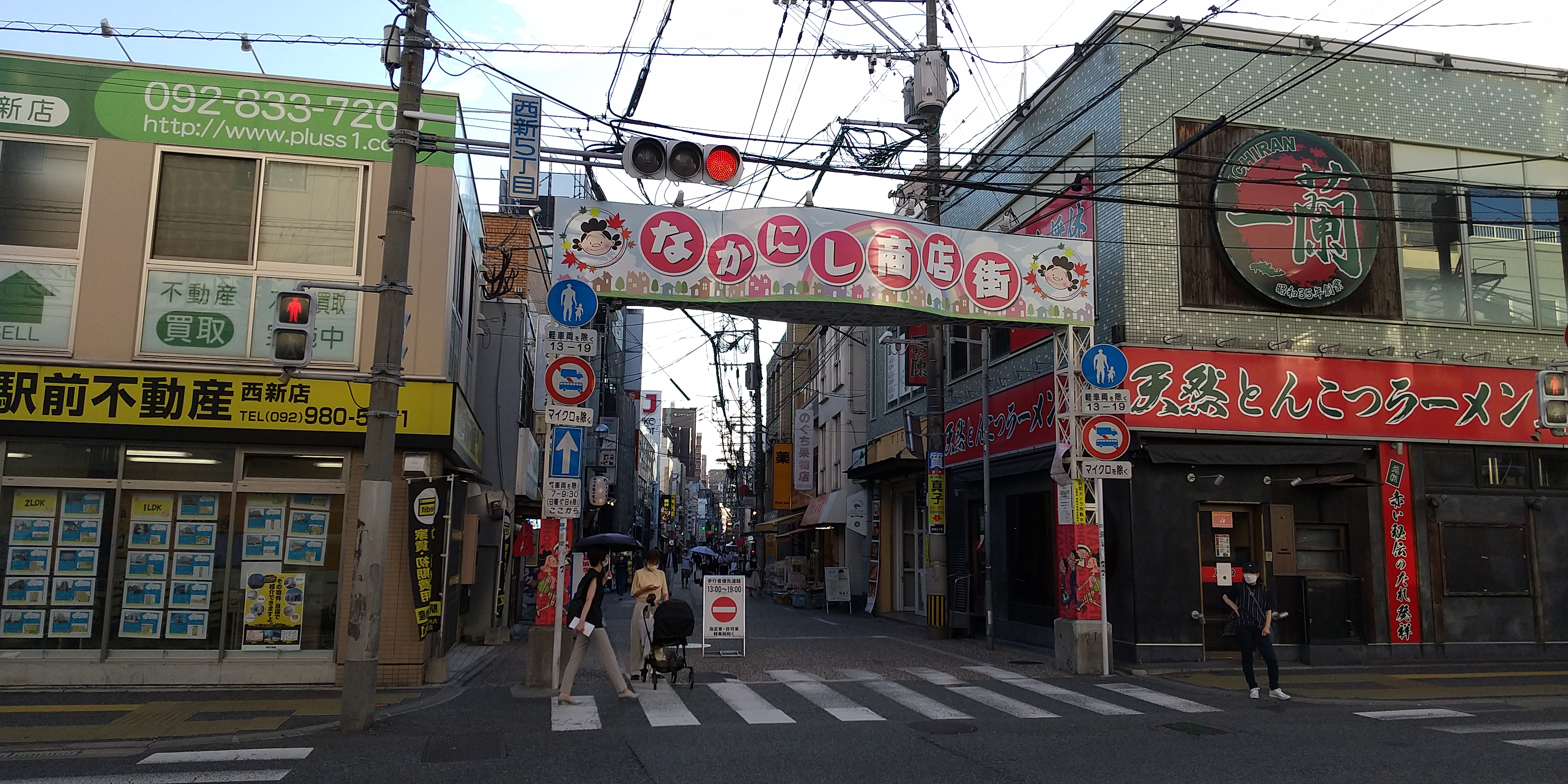
中西商店街（西新1号線の一部、西新5丁目交差点付近）
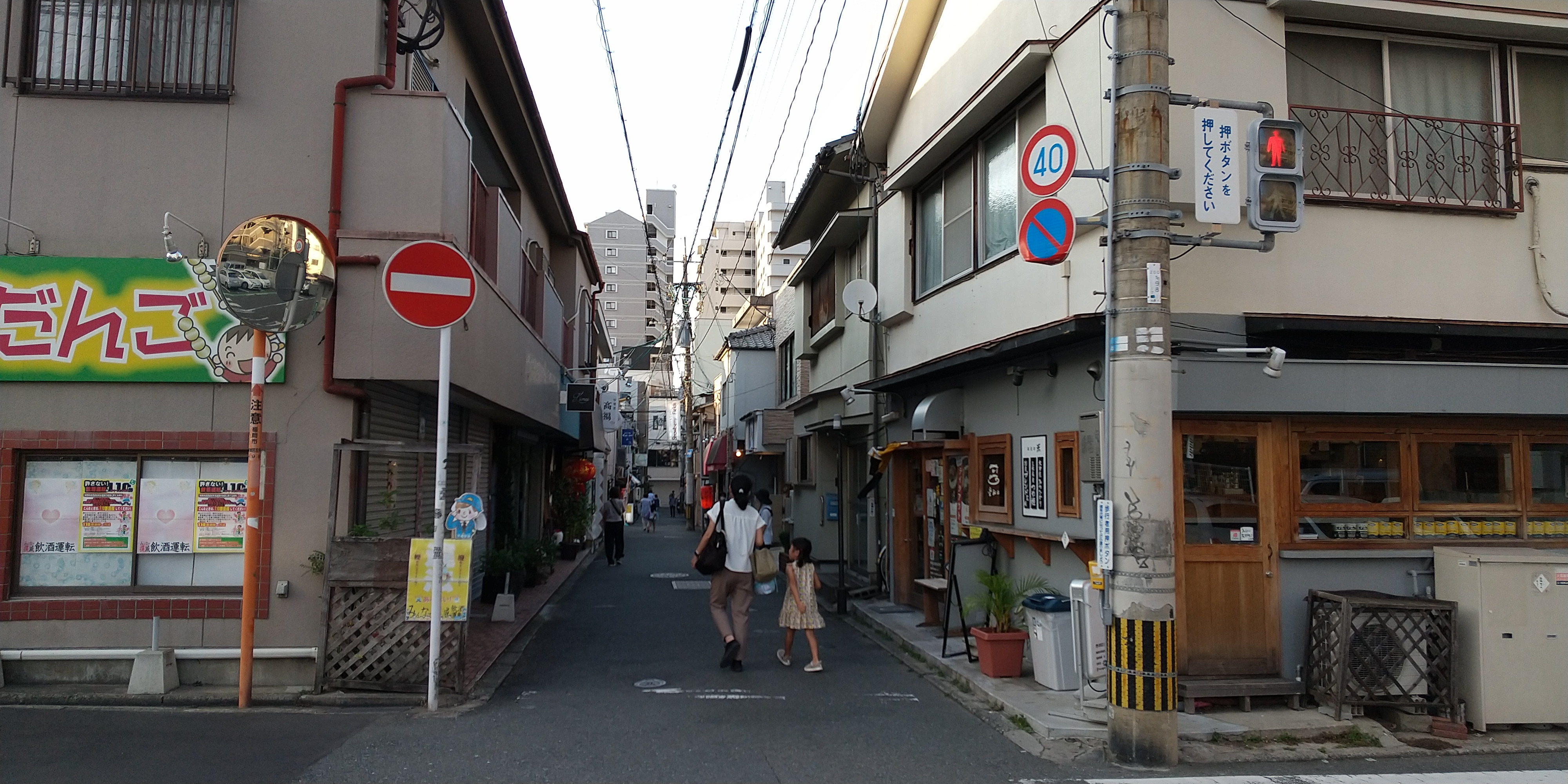
中西商店街（西新4号線、祖原北交差点付近）
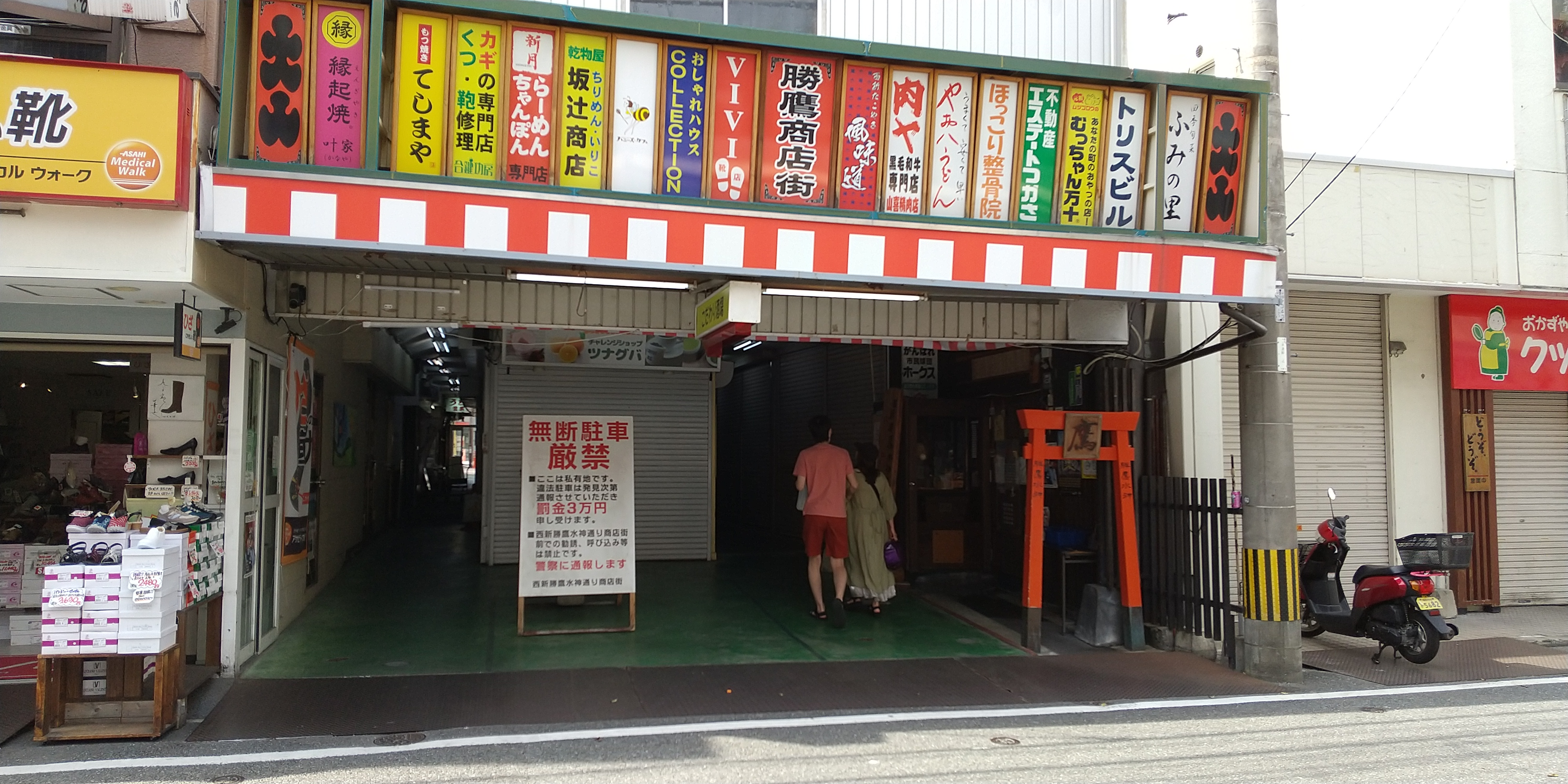
勝鷹水神通り商店街
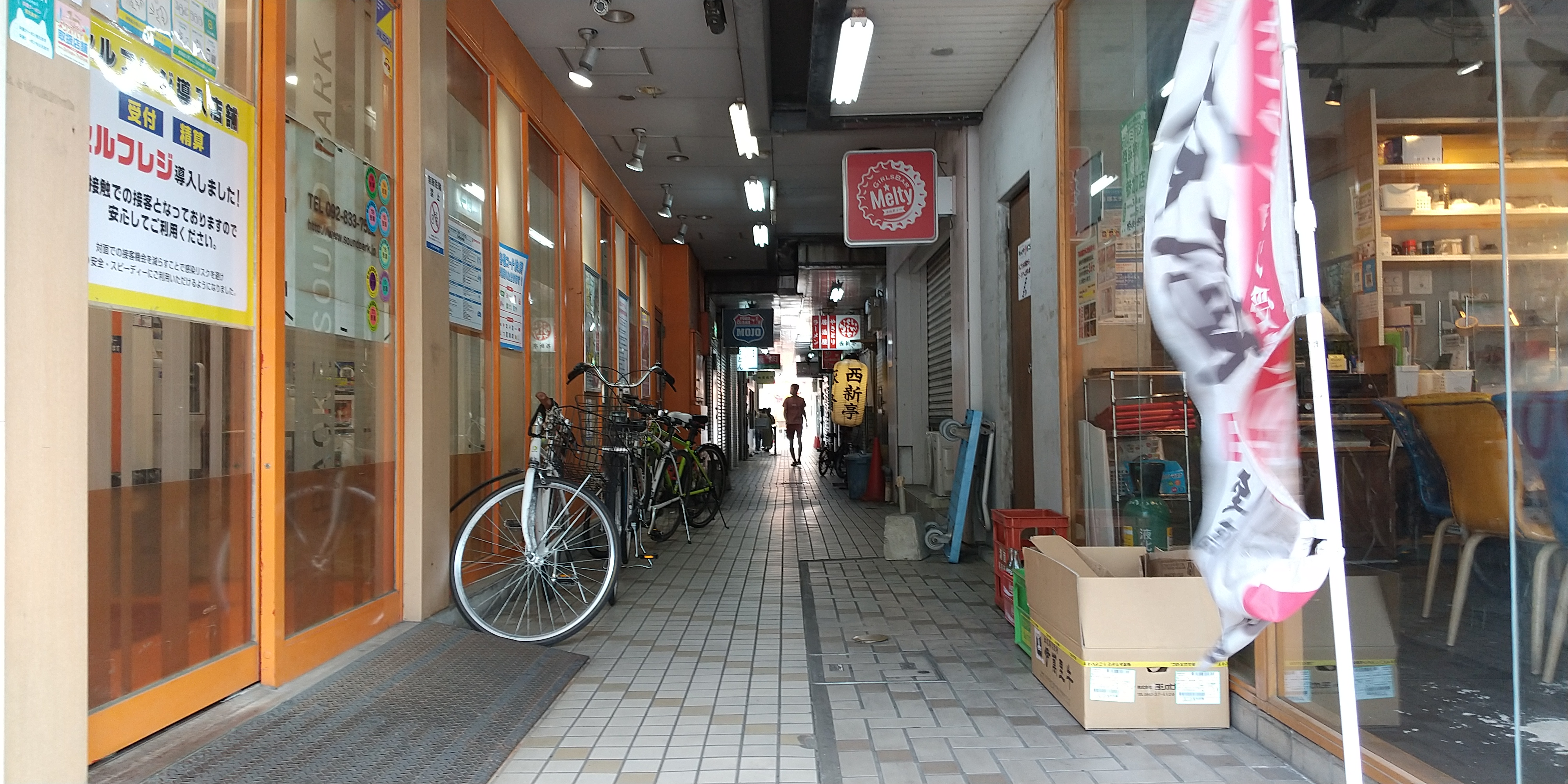
はとや通り商店街（明治通りより）
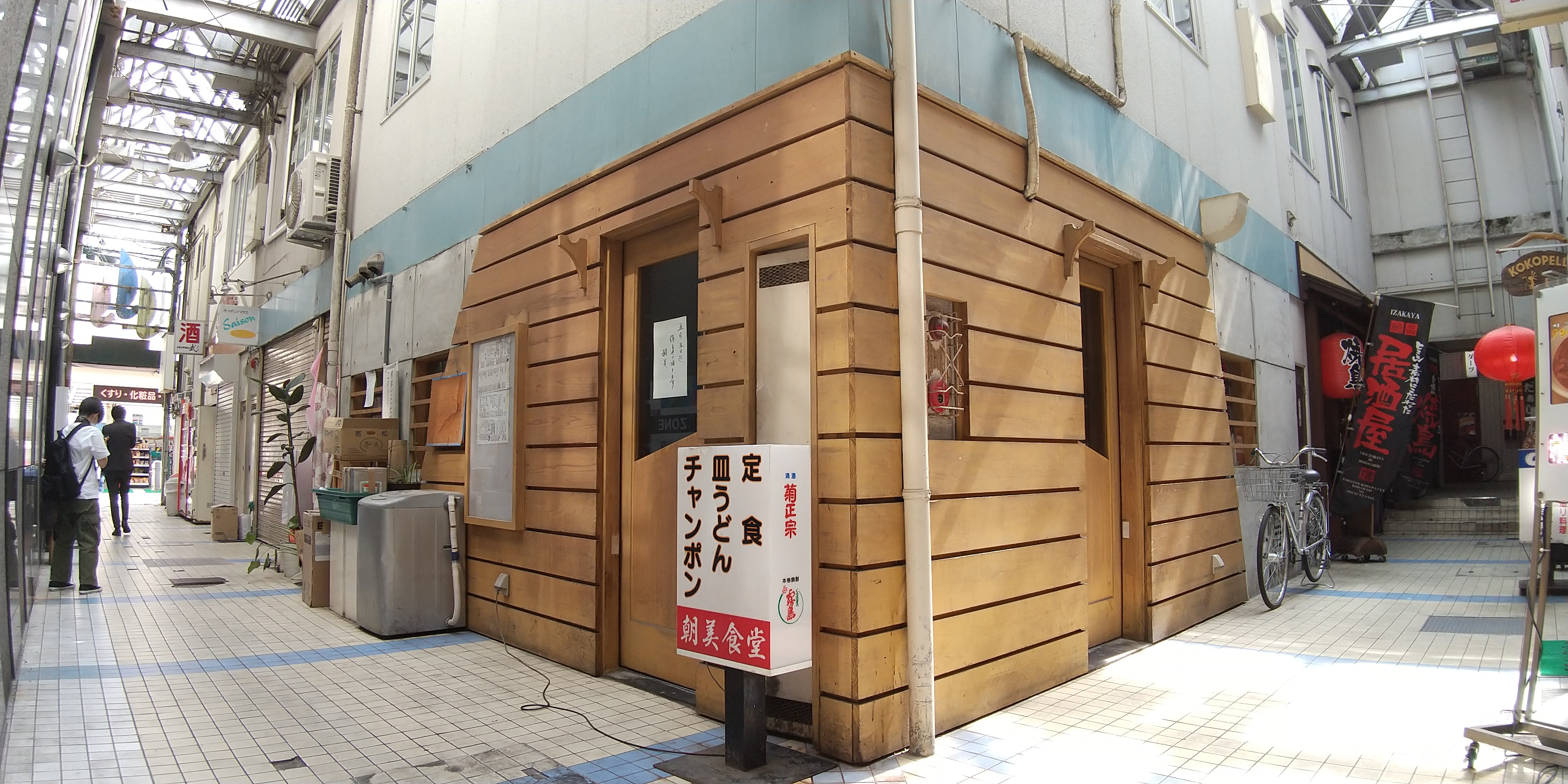
ハトヤ新道商店街
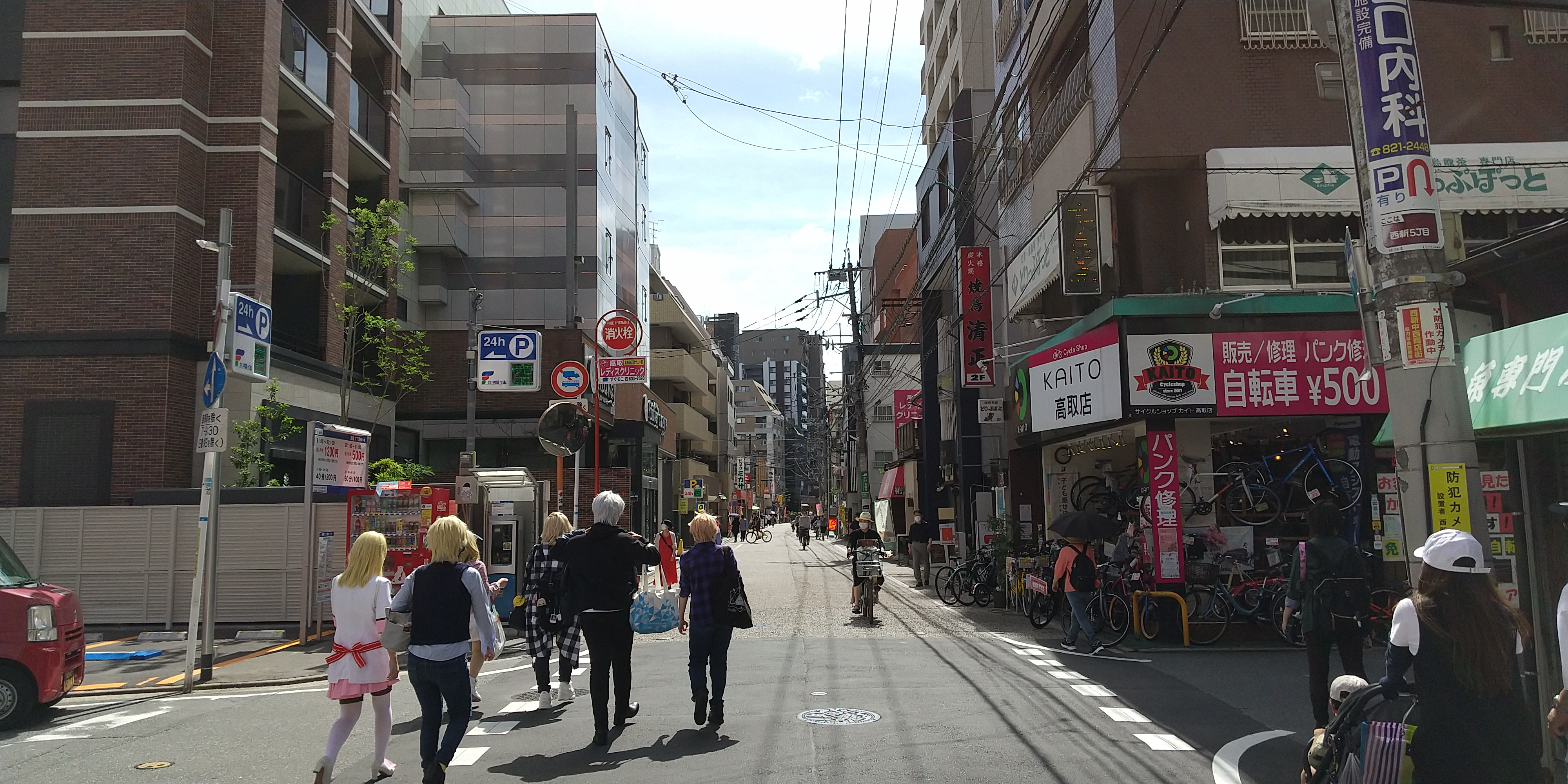
高取商店街（高取）
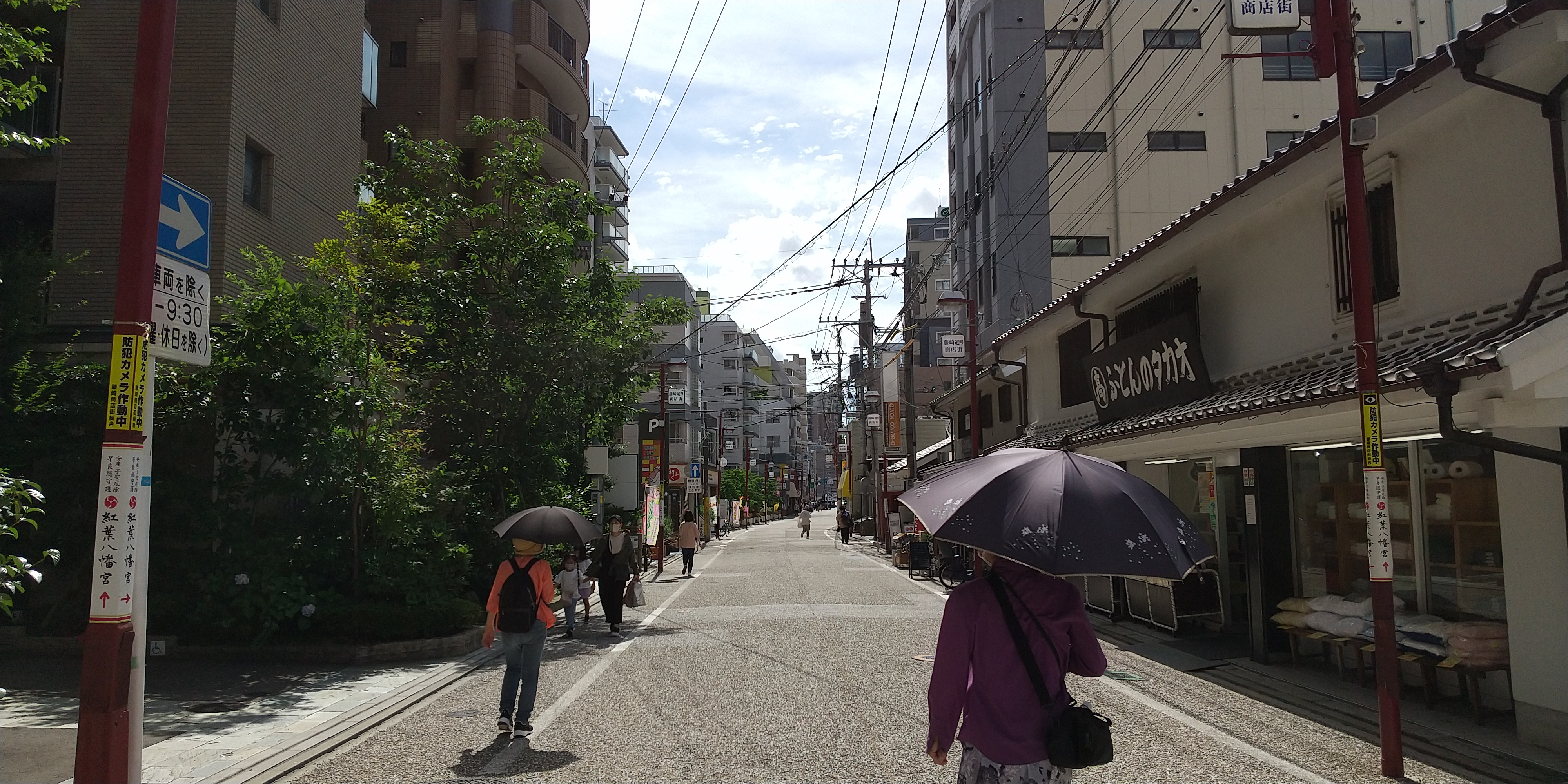
藤崎通り商店街（高取）

## リヤカー部隊
西新商店街の名物といえばリヤカー部隊である。リヤカー部隊とは、リヤカーに魚介類・野菜・果物・花卉、または自家製の漬物・味噌・餅などを載せて販売する露天商のことであり、10数台ほどのリヤカーが歩行者天国である商店街の道路の中央に駐車して販売をおこなっている。商品の価格の安さもさることながら、売り手（ほとんどが高齢の女性）とのやりとりが大きな魅力となっている。
リヤカー部隊は戦後の1950年頃からおこなわれ、一時期は100台を越えていた。1967年に「西新行商組合」を結成し、営業許可制度の制定と出店時間などの取り決めが定められた。
福岡市内外の他の商店街でも時にはリヤカーによる露店販売が見られるが、これほど多くのリヤカーが集まっているのは市内でも珍しい光景である。

## 福岡ソフトバンクホークスとの関係

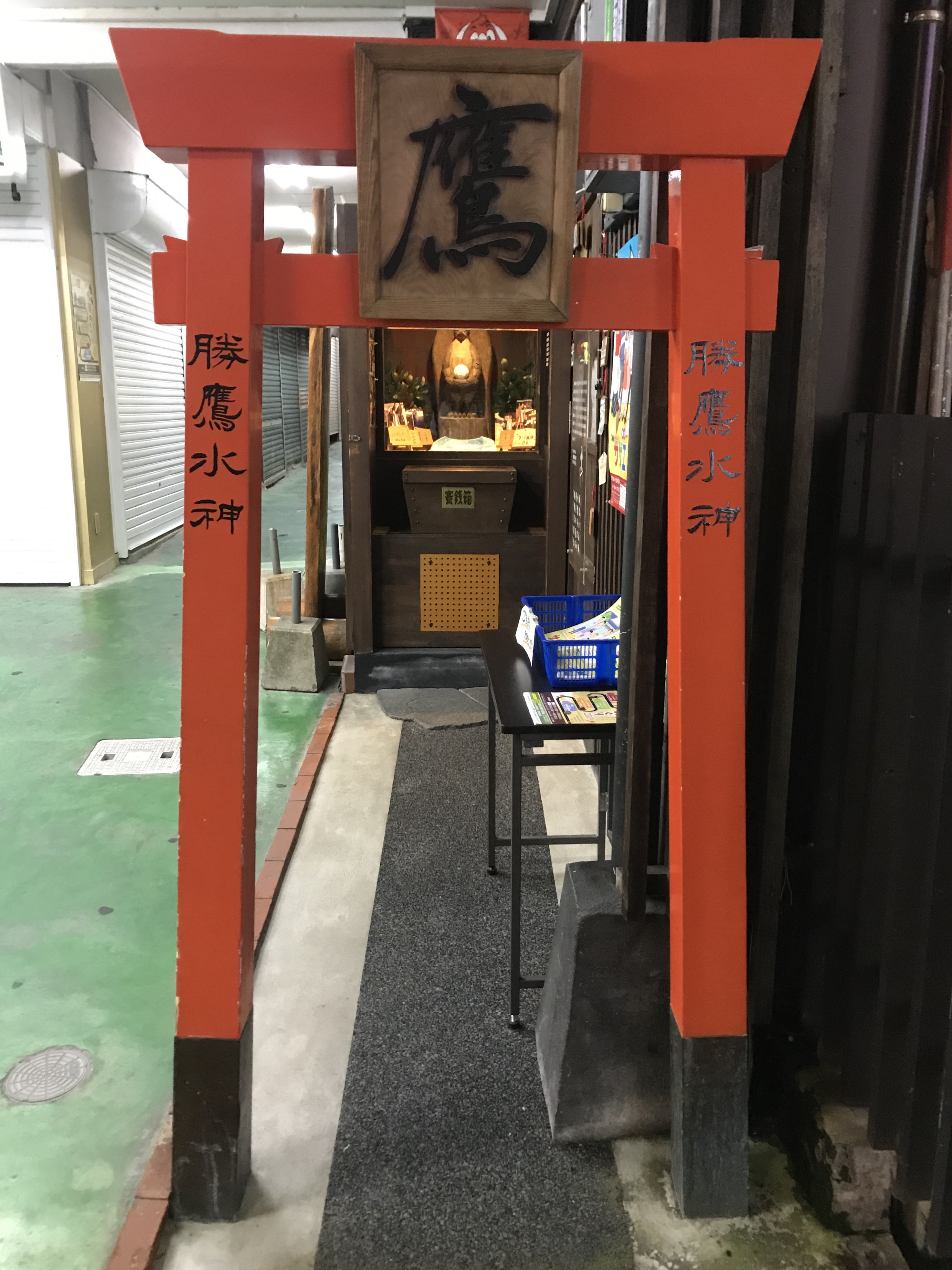
勝鷹水神

福岡ソフトバンクホークスの本拠地である福岡ドームは近郊のシーサイドももち地区にあり、福岡市地下鉄でドームに訪れる人は商店街にある西新駅で乗降する（隣駅の唐人町駅の方が乗降者は多い）。
西新商店街の中央に位置する西新勝鷹水神通り商店街の入口には、福岡ソフトバンクホークスの王貞治元監督のサインボールを両翼にかかえた勝鷹水神が祀られている。この水神は商店街にかつてあった井戸への感謝と、水難・火災から商店を守るために祀るとともに、地域の安全や商売繁盛が祈願される。そしてホークスの必勝祈願のため商店街役員やホークス球団関係者が毎年祈願する。